# Kettős állampolgárság

A többes állampolgárságot elismerő (zölddel) és el nem ismerő (pirossal) országok. A szürkével jelölt országok álláspontjáról nincs információ.
(A térkép színeivel ellentétben) 2019-es állapot alapján Thaiföld és Németország részben elismeri, Mexikó nem ismeri el a kettős állampolgárságot.

A kettős állampolgárság vagy többes állampolgárság azt jelenti, hogy egy természetes személy egyszerre két vagy több államalakulatnak az állampolgára. Általánosan elismert nemzetközi jogi elv, hogy a kettős (többes) állampolgárt mindegyik szóban forgó állam a saját állampolgárának tekinti, és ugyanolyan elbánásban részesíti, mint a kizárólag az adott állam állampolgárságával rendelkező polgárát, függetlenül attól, hogy általában elismeri-e vagy sem a kettős állampolgárság intézményét.
A többes állampolgárok száma egyre nő, főként a globalizáció és a növekvő vándorlási lehetőségek miatt. Ennek következménye az állampolgárságnak az államtól való elválása, ami szükségszerűen maga után vonja az állampolgárság fogalmának a radikális újraértelmezését. Egyes előnyökhöz, amelyet az állampolgárság biztosít, elég az állandó letelepedési engedély is.

## Létrejötte
A nemzetközi jog nem tiltja, hogy valakinek akár kettőnél is több állampolgársága legyen. Az egyes államok maguk szabják meg az állampolgárság megszerzésének és elvesztésének a feltételeit és az azzal járó jogokat és kötelességeket. Némely állam nem ismeri el a kettős állampolgárságot. Közülük vannak, amelyek engedményeket tesznek, például Japánban a kiskorúaknál elismerik. A kettős állampolgárság létrejöttének leggyakoribb módja, ha két különböző állampolgárságúnak gyermeke születik, vagy ha valakinek olyan országban születik gyermeke, amely a területén születetteket automatikusan állampolgárának ismeri el. Európában többnyire leszármazási jogon kap állampolgárságot valaki; az Egyesült Államok, Kanada és más országok területi jogon is biztosítják. Többes állampolgár lehet valaki úgy is, hogy a már meglévő állampolgársága(i) mellé letelepedés, házasság stb. útján szerez újabb állampolgárságot. A világon 89 ország ismeri el a kettős állampolgárságot valamilyen formában.[forrás?]

## Típusai

### Hagyományos kettős állampolgárság
A már meglévő állampolgársága mellé letelepedés, házasság, leszármazási jog, kitüntetés stb. útján szerez újabb állampolgárságot.

#### Tiszteletbeli állampolgárság
Egyes országok tiszteletbeli állampolgársággal tüntetik ki azokat, akiket nagyra becsülnek.

### Szubnacionális állampolgárság
A szubnacionális állampolgárság kifejezést rendszerint államokkal, államszövetségekkel kapcsolatban használjuk, de az államnál kisebb egységekre is vonatkozhat. Ez hatással lehet az egy adott területen való letelepedési jogokra vagy a helyi politikai életben való részvétel jogára.

### Szupranacionális (nemzetek fölötti, transznacionális) állampolgárság
Olyan területek állampolgársága, amelyek több nemzetállamot foglalnak magukban.

## Jogi problémák
Mivel minden állam jogilag a saját (és csakis a saját) állampolgárának tekinti azokat a kettős vagy többes állampolgárokat is, akik más állampolgársággal is rendelkeznek, és ugyanolyan elbánásban részesíti, mint a kizárólag az adott állam állampolgárságával rendelkező polgárát, ezért a kettős vagy többes állampolgárság gyakran vethet fel jogi problémákat.
Az állampolgársággal nemcsak jogok, hanem kötelességek is járnak. Gondok merülhetnek fel a katonai szolgálattal kapcsolatban, a többes állampolgárra ezen kívül több szabály vonatkozik az utazással és minden egyébbel kapcsolatban. Extrém esetekben, például háború esetén bonyolult lehet valakinek a helyzete, ha két, egymással hadban álló ország polgára egyszerre.
Az USA állampolgárai kötelesek adót fizetni akkor is, ha más államok polgárai és máshol élnek, az országok nagy része azonban aláírt olyan adóegyezményeket, amelyekkel a kettős adózás elkerülhető. Az USA-ban nehezebben kap például a titkosított írásokhoz való hozzáférési engedélyt, aki más állampolgársággal is rendelkezik. A kanadai helyzet ennek az ellenkezője, számos miniszternek van kettős állampolgársága (a másik rendszerint francia vagy brit), és ez nem okozott gondot.
Kanada 1921-ben eltért attól az elvtől, hogy a nemzetiséget az államhoz való hűség határozza meg (Nationals Act 1921 (Kanada)), főként azért, hogy megakadályozza a nem kanadaiak (nagyrészt ázsiaiak) tömeges bevándorlását. 1946-ban a Törvény a kanadai állampolgárságról eltörölte az állampolgárság közös alapját. A nemzetközösségi állampolgárság fogalmát 1948-ban vezették be a Törvény a brit állampolgárságról-ban. Más volt gyarmatok is elfogadták ezt az elvet, Új-Zélandon például a Törvény a brit nemzetiségről és az új-zélandi állampolgárságról törvényben 1948-ban. Az államhoz való hűség fogalmát az állampolgárságé váltotta fel. Kanada ugyanakkor hangsúlyozta a kanadaiak hűségét a Korona iránt; csak praktikus szükséglet volt, hogy a nemzetiség valami máson alapuljon, és ne özönölhessenek az emberek Kanadába a Nemzetközösség összes többi országából.
Az állampolgárságra is hatással vannak a nem tisztázott politikai kérdések. Írország például megadja az ír állampolgárságot minden Észak-Írországban született britnek.
A 2001. szeptember 11-i terrorcselekmények (9/11) után biztonsági okokból Amerikában igyekeztek kiszűrni azokat, akik több állampolgársággal és több útlevéllel rendelkeznek, esetleg több néven is; ők ugyanis használhatták az egyik útlevelüket arra, hogy kilépjenek az országból, majd a másik útlevelet arra, hogy onnan továbbutazzanak, és így eltitkolják a kiindulópontként szolgáló ország elől, hogy merre jártak. Kanadában jelenleg igyekeznek törvénnyel visszaszorítani ezt a gyakorlatot.

## Gyakorlatban

### Hagyományos kettős állampolgárság
Egy ausztrál tanulmány szerint 2000-ben 4-5 millió ausztrálnak (a népesség kb. 25%-ának) volt kettős állampolgársága, nagy részüknek ausztrál és brit. A külföldön élő svájciaknak kb. 60%-a rendelkezik kettős állampolgársággal (1998).

#### Magyarországi helyzet
- Nyolcévi folyamatos magyarországi ittlakás esetén honosítását kérheti az, aki kedvezményes honosításra nem jogosult.
- Ötévi folyamatos magyarországi ittlakás esetén kedvezményes honosítást kérhet az, aki:
  - Magyarország területén született,
  - kiskorúsága idején már letelepedett, vagy bevándorolt Magyarországra,
  - hontalan.
- Háromévi folyamatos magyarországi ittlakás esetén kedvezményes honosítást kérhet az, aki:
  - magyar állampolgárral legalább három éve érvényes házasságban él, vagy házassága a házastárs halálával szűnt meg,
  - kiskorú gyermeke magyar állampolgár,
  - magyar állampolgár fogadta örökbe,
  - magyar hatóság menekültként elismerte.
- Az ittlakás időtartamára való tekintet nélkül kérheti honosítását az, aki magát magyar nemzetiségűnek vallja és felmenője magyar állampolgár volt, vagy aki visszahonosítását kéri.

Magyar állampolgár által örökbefogadott kiskorú honosítását az örökbefogadó a gyermek lakóhelyétől függetlenül kérheti.

### Tiszteletbeli állampolgárság
- Spanyolország tiszteletbeli spanyol állampolgárságot ad azoknak, akikről bebizonyosodik hogy részt vettek önkéntesként a spanyol polgárháborúban, a Franco-diktatúra ellen.
- Az Egyesült Államokban – a Kongresszus vagy az elnök döntése alapján – eddig hat embernek ítélték oda.
- A kanadai tiszteletbeli állampolgárságot eddig mindössze ketten kapták meg: Raoul Wallenberg (posztumusz, 1985-ben) és Nelson Mandela 2001-ben.

### Szubnacionális és szupranacionális állampolgárság
- Az Amerikai Egyesült Államok alkotmánya elismeri az egyes tagállamok tagjainak kettős állampolgárságát, az egyes tagállamok állampolgársága azonban informális és megszerzéséhez elég az adott államba költözni. (A District of Columbia lakóira nem vonatkozik a kettős állampolgárság, mert az nem állam.) Ezeknek az állampolgárságoknak nincs szerepük, már a politikai választásokon is lakosként, nem állampolgárként emlegetik a jelöltet.
- Bár az Egyesült Királyság részei, Jersey, Guernsey és Man sziget függő területeknek a helyi törvényhozása bizonyos jogokat csak a helyi lakosoknak biztosít.
- A brit tengerentúli területek lakóinak nincs brit állampolgárságuk, de a bevándorlási törvényekben szerepel az ezzel azonos értelmű illetékességi státusz (belonger status).
- Az Ausztráliához tartozó Norfolk-sziget bevándorlási törvényei a letelepedést csak a helyieknek engedik. A legtöbb Norfolk-szigeti egyben ausztrál állampolgár is.
- Hongkong és Makaó, a Kínai Népköztársaság különleges adminisztrációjú területei megkülönböztetik az itt letelepedetteket, akiknek másfajta kínai útlevelük van, mint a többi kínai állampolgárnak, és ez több jogot biztosít a külföldi utazásoknál.
- Åland lakosainak kettős (ålandi és finn) állampolgárságuk van. A helyi állampolgársággal (hembygdsrätt) rendelkezők vehetnek ingatlant és kezdhetnek üzleti vállalkozást Ålandon, amit a helyi állampolgársággal nem rendelkező finnek nem tehetnek meg. A finnek megkapják az állampolgárságot a szigeten, ha öt évig ott élnek, az ålandiak viszont elveszítik a helyi állampolgárságukat, ha öt évig a kontinentális Finnországban élnek. (Lásd még:  és .)
- Svájcban az állampolgárság háromrétegű: szövetségi, kanton és települési szintű.

#### Brit nemzetközösségi állampolgárság
A nemzetközösségi állampolgárság a Brit Nemzetközösség megalapítása óta létezik. Bár a nemzetközösségi állampolgárság szerepel egyes tagországok alkotmányában, és egyesek szerint a kettős állampolgárság egy formája, sosem voltak tervek közös útlevél kibocsátására. Az számít nemzetközösségi állampolgárnak, aki valamelyik tagállam polgára. Az állampolgárság bizonyos jogokat biztosít egyes tagországokban:
- Egyes BN országok nem kérnek vízumot a társországaik polgáraitól.
- Egyes tagországokban a más tagországok polgárai, ha állandó lakosok, bizonyos politikai jogokkal rendelkeznek, szavazhatnak az önkormányzati és az országos választásokon és egyes esetekben választhatóak is.
- Egyes esetekben munkát is vállalhatnak a tagok más tagországokban, kivéve néhány munkakört (például fegyveres védelem vagy magas politikai pozíciók – elnök, miniszterelnök, kormányzó).
- 1935-ben az Ír Szabad Állam volt az első, ami saját állampolgárságot biztosított polgárainak. Bár az Ír Köztársaság 1949-ben kilépett a Nemzetközösségből, gyakran tagországként kezelik, és hivatalos dokumentumokban gyakran előfordul „a Nemzetközösség és az Ír Köztársaság” kifejezés. Állampolgárait nem kezelik külföldiként, különösen az Egyesült Királyságban nem.

#### Uniós polgárság
Az uniós polgárság nem állampolgárság, ezért nem keletkeztet kettős állampolgárságot.

### Magyarország
- Kettős állampolgárság[halott link]
- Udvardy Frigyes: Kettős állampolgársággal kapcsolatos cikkek az erdélyi sajtóban
- A magyar állampolgárság megszerzése honosítással és visszahonosítással Archiválva 2010. május 29-i dátummal a Wayback Machine-ben
- Salat Levente: Az európai integráció és a politikatudomány dilemmái Archiválva 2016. március 4-i dátummal a Wayback Machine-ben

### Általános
- Dual and Multiple Citizenship
- Citizenship Laws of the World from the United States Office of Personnel Management Investigations Service (PDF)

### Ausztrália
- Citizenship FAQ

### India
- Ministry of Home Affairs, Citizenship Division

### Írország
- Irish Citizenship by Descent (Foreign Births Registry) Archiválva 2007. május 13-i dátummal a Wayback Machine-ben

### Kanada
- Dual Citizenship (Citizenship and Immigration Canada)

### USA
- Dual citizenship and its implications
- Dual Citizenship FAQ – latest archive.org copy of site (Mar 30, 2005)
- Dual Nationality (State Department)
- Possible Loss of U.S. Citizenship and Dual Nationality (State Department)